# Dienstliche Veranstaltung zur Information
Eine Dienstliche Veranstaltung zur Information (InfoDVag), ehemals Informationswehrübung (InfoWÜ), der deutschen Bundeswehr dient der Information von hochrangigen zivilen Führungskräften aus Wirtschaft, öffentlichem Dienst und Wissenschaft, sonstigen herausragenden Persönlichkeiten des öffentlichen Lebens sowie politischen Mandatsträgern zur Bundeswehr für die Gewinnung als Mittler bzw. Multiplikator für die Unterstützung der sicherheits- und verteidigungspolitischen Aufgaben und Zielsetzungen der Bundeswehr. Sie sind eine Sonderform der Dienstlichen Veranstaltungen im Rahmen der Reservistenarbeit der Bundeswehr.

## Ablauf und Inhalte
Die fünf- bis zwölftägigen Veranstaltungen beginnen mit einem Feierlichen Gelöbnis. Es werden hier neben den Begegnungen und Vorträgen mit und durch Offiziere auch praktische Ausbildungsanteile angeboten, zum Beispiel Waffen- und Schießausbildung, „Leben im Felde“ sowie Marsch mit Gefechtsfahrzeugen. Für die Dauer der Veranstaltung tragen die Teilnehmer Uniform und erhalten vorübergehend den Dienstgrad eines Oberleutnants der Reserve, der nach Ablauf der InfoDVag wieder entfällt und nicht weitergeführt werden darf.
InfoDVag werden von allen militärischen Organisationsbereichen (Heer, Luftwaffe, Marine, Streitkräftebasis, Zentraler Sanitätsdienst, Cyber- und Informationsraum) durchgeführt, meist zweimal jährlich. Die Teilnehmerzahl variiert von etwa 20 (Marine) bis etwa 80 (Heer) Personen pro Veranstaltung.

## Bekannte Teilnehmer
- Christel Aschmoneit-Lücke[2] (FDP)
- Angelika Beer[3] (damals Grüne)
- Veronika Bellmann[4] (CDU)
- Christian Carius (CDU)
- Rainer S. Elkar
- Michael Koch
- Stephan J. Kramer
- Tobias Lindner[5] (Grüne)
- Marie-Agnes Strack-Zimmermann[6] (FDP)
- Cem Özdemir[5] (Grüne)
- Mahmut Özdemir (SPD)
- Markus Reichhart[7] (Freie Wähler)
- Marco Buschmann[8] (FDP)
- Horst Engel (FDP)
- Christian Hirte (CDU)[9]